# 1988年カルガリーオリンピックのチェコスロバキア選手団
1988年カルガリーオリンピックのチェコスロバキア選手団（1988ねんカルガリーオリンピックのチェコスロバキアせんしゅだん）は、1988年2月13日から2月28日までカナダのカルガリーで開催された1988年カルガリーオリンピックのチェコスロバキア選手団、およびその競技結果。

## 概要
今大会では銀メダル1個、銅メダル2個の計3個のメダルを獲得した。

## メダル
| メダル | 選手名                                                                            | 競技                   | 種目             |
| ------ | --------------------------------------------------------------------------------- | ---------------------- | ---------------- |
| 銀     | パベル・プロッツ                                                                  | スキージャンプ         | 男子70m級        |
| 銅     | イジー・マレツ                                                                    | スキージャンプ         | 男子70m級        |
| 銅     | ラディム・ニッチ ヴァクラフ・コルンカ パヴェル・ベンチ ラディスラフ・シュヴァンダ | クロスカントリースキー | 男子4×10kmリレー |